# 建築工人
建築工人，粵語稱爲地盤工人，俗稱地盤佬，是土木和建築工地前線人員的統稱，包括承建商、工頭、安全指導員、專業技術員和非技術工人。建築業的技術涉及木工、電工、重型設備操作、泥水、水喉、燒焊、油漆、玻璃、鋁業等各項領域，不同的領域由不同的工作人員負責。建築工人對勞動者的體力通常要求較高。

## 参見
- 建築、裝修
- 三行
- 判頭
- 築棚